# Юліан Єрхан
Юліан Єрхан (рум. Iulian Erhan, нар. 1 липня 1986, Кишинів) — молдовський футболіст, захисник клубу «Вікторія Бардар».
Виступав, зокрема, за клуб «Зімбру», а також національну збірну Молдови.
Володар Кубка Молдови. Володар Суперкубка Молдови. Чемпіон Молдови.

## Клубна кар'єра
Народився 1 липня 1986 року в місті Кишинів. Вихованець футбольної школи клубу «Зімбру». Дорослу футбольну кар'єру розпочав 2004 року в основній команді того ж клубу, в якій провів три сезони, взявши участь у 20 матчах чемпіонату. 
Згодом з 2007 по 2020 рік грав у складі команд «Рапід» (Гідігіч), «Зімбру», «Мордовія», «Зімбру», «Академія УТМ», «Торпедо» (Жодіно), «Зімбру», «Мілсамі», «Академія УТМ», «Зоря» (Бєльці), «Сфинтул Георге» та «Спартаніі».
До складу клубу «Вікторія Бардар» приєднався 2021 року. 

## Виступи за збірні
Протягом 2007–2008 років залучався до складу молодіжної збірної Молдови. На молодіжному рівні зіграв у 8 офіційних матчах.
У 2011 році дебютував в офіційних матчах у складі національної збірної Молдови.

## Титули і досягнення
- Володар Кубка Молдови (1):

«Зімбру»: 2013-2014
- Володар Суперкубка Молдови (1):

«Зімбру»: 2014
- Чемпіон Молдови (1):

«Мілсамі»: 2014-2015